# Моро, Анна Франсуаза
Анна Франсуаза Моро́, FMM  (фр. Anne-Françoise Moreau, в монашестве — Мария святого Иустина, 9 апреля 1866, Rouans — 9 июля 1900, Тайюань) — святая Римско-Католической Церкви, монахиня из женской монашеской конгрегации «Францисканки Миссионерки Марии», мученица.

## Биография
Анна Франсуаза Моро родилась в 1866 году в небольшой деревне, находившейся в департаменте Атлантическая Луара, Франция. В 1890 году, несмотря на сопротивление родителей, вступила в монашескую конгрегацию «Францисканки Миссионерки Марии».
В 1898 году епископ Франциск Фоголла, занимавшийся миссионерской деятельностью в Китае, путешествовал по Европе, рассказывая о жизни китайской католической Церкви, искал желающих поехать на миссию в эту страну. Будучи в Турине на Международной выставке, посвящённой китайской культуре, Франциск Фоголла познакомился там с основательницей конгрегации «Францисканки Миссионерки Марии» Еленой Марией де Шаппотен, которая предложила ему послать в Китай несколько монахинь. В результате их встречи на миссию поехала небольшая группа священников и монахинь, среди которых была и Мария святого Иустина. Будучи на миссии в Тайюане, Мария святого Иустина занималась катехизацией, ухаживала за бедными и сиротами. 
В 1899—1900 гг. в Китае проходило ихэтуаньское восстание боксёров, во время которого пострадало много китайских христиан. Мария святого Иустина была арестована повстанцами по приказу губернатора провинции Юй Сяня вместе с группой католиков и приговорена к смертной казни, которая состоялась 9 июля 1900 года.

## Прославление
Мария святого Иустина была беатифицирована 27 ноября 1946 года папой Пием XII и канонизирована 1 октября 2000 года папой Иоанном Павлом II вместе с группой 120 китайских мучеников.
День памяти в Католической Церкви — 9 июля.

## Источник
- George G. Christian OP, Augustine Zhao Rong and Companions, Martyrs of China, 2005, стр. 45  (англ.)